# Ковш, Алексей Русланович
Алексей Русланович Ковш (р. 27 июля 1973 года, Ленинград) — российский физик, д.ф.-м.н. (2011), специалист по технологиям наногетероструктур, молекулярно-пучковой эпитаксии.

## Биография
Окончил факультет электроники СПбГЭТУ (ЛЭТИ) по специальности «Оптоэлектроника» (1996), ученик Жореса Алфёрова.
В 1999 году защитил кандидатскую диссертацию в ФТИ им. А. Ф. Иоффе.
Доктор физико-математических наук (2011), тема диссертации «Динамические, шумовые и спектральные характеристики лазеров на квантовых точках».
Работа:
- 1999—2003 научный сотрудник Физико-технического института им. А. Ф. Иоффе.
- 2000—2002 приглашённый специалист НИИ промышленных технологий Тайваня.
- 2003—2009 технический директор немецко-калифорнийской компании Innolume — производителя полупроводниковых лазеров на основе квантовых точек.
- с 2009 года — исполнительный вице-президент компании «Оптоган» (был одним из её основателей) и генеральный директор Optogan Lighting GmbH.

Соавтор изобретений в области полупроводниковых лазеров.

## Преподавание
Профессор кафедры светодиодных технологий Санкт-Петербургского национального исследовательского университета информационных технологий, механики и оптики (ИТМО). Читает курс «Кванторазмерные эффекты и применение их в оптике».

## Награды
- золотая медаль и премия Фонда Жореса Алфёрова 2006 года за первую в мире реализацию температуронезависимого полупроводникового лазера в 2004 году.